# Оулкс
Оулкс (итал. Oulx) је насеље у Италији у округу Торино, региону Пијемонт.
Према процени из 2011. у насељу је живело 2256 становника. Насеље се налази на надморској висини од 1072 м.

## Становништво
Према резултатима пописа становништва 2011. у општини је живело 3.160 становника.
| 1931. | 1936. | 1951. | 1961. | 1971. | 1981. | 1991. | 2001. | 2011. |
| ----- | ----- | ----- | ----- | ----- | ----- | ----- | ----- | ----- |
| 2.203 | 2.058 | 2.036 | 1.873 | 1.755 | 2.021 | 2.202 | 2.657 | 3.160 |

## Партнерски градови
- Saint-Donat-sur-l'Herbasse